# Sri-lankische Badmintonmeisterschaft 1967
Die Sri-lankische Badmintonmeisterschaft 1967 war die 15. Austragung der nationalen Titelkämpfe im Badminton in Sri Lanka. Sie fand in Colombo statt.

## Sieger und Finalisten
| Disziplin    | Gold                                  | Silber                              |
| ------------ | ------------------------------------- | ----------------------------------- |
| Herreneinzel | L. R. Ariyananda                      | Gerry Chandrasena                   |
| Dameneinzel  | Lucky Dharmasena                      | Namal de Silva                      |
| Herrendoppel | Gerry Chandrasena Surendran Veeravagu | S. Nagoor Kaney K. Vijendra         |
| Damendoppel  | Lucky Dharmasena Harriet Molligoda    | Namal de Silva C. Wijesinghe        |
| Mixed        | Tony Dickson Lucky Dharmasena         | Gerry Chandrasena Harriet Molligoda |